# داني لوكاس
داني لوكاس هو لاعب هوكي الجليد كندي، ولد في 28 فبراير 1958 في بويل ريفر في كندا.

## وصلات خارجية
- داني لوكاس على موقع دوري الهوكي الوطني (الإنجليزية)
- داني لوكاس على موقع قاعة مشاهير الهوكي (لاعب أن.إتش.أل) (الإنجليزية)
- داني لوكاس على موقع EliteProspects.com (الإنجليزية)
- داني لوكاس على موقع HockeyDB.com (الإنجليزية)
- داني لوكاس على موقع Hockey-Reference.com (الإنجليزية)